# 원소 (북위)
원소(元劭, ? ~ 528년 5월 17일)는 중국 남북조 시대 북위의 추존 황제이다. 북위 효장제 원자유의 형이다.
528년 5월 17일에 살해당하여 황제가 되지 못했다.
이후 북위 효장제에 의해 효선황제(孝宣皇帝)로 추존되었다.